# Universitatea Florida
Universitatea Florida (în engleză University of Florida), având campusul într-o zonă suburbană din Florida Central-Nordică, Statele Unite. A fost întemeiată la 8 septembrie 1853.
Șaptezeci și cinci de laureați ai Premiului Nobel sunt asociați acestei Universități. Din 2005, nouăsprezece câștigători ai Premiului Nobel și cincisprezece câștigători ai premiului Pulitzer au fost cadre didactice. În prezent, universitatea Florida are un buget mai mare decât orice altă instituție de învățământ din lume. 